# Odontocarya wullschlaegelii
Odontocarya wullschlaegelii är en tvåhjärtbladig växtart som först beskrevs av August Wilhelm Eichler, och fick sitt nu gällande namn av Rupert Charles Barneby. Odontocarya wullschlaegelii ingår i släktet Odontocarya och familjen Menispermaceae. Utöver nominatformen finns också underarten O. w. huberi.